# 刷新率
刷新率又称更新率、重新整理頻率（英語：Refresh rate），指光柵扫描显示器上图像变换的频率，通常用每秒内图像变换次数来衡量。
在阴极射线管显示器上，较高的刷新率能減緩眼睛的疲劳。在液晶显示器等其他顯示器上，刷新率只影响图像被更新的频率。

## 原理

### 阴极射线管
作为光柵扫描显示仪器，阴极射线管要维持显示本身就需要定期更新图像，否则图像很快就会随着磷光体变暗而消失。每显示一张新图像，阴极射线管都需要先发出垂直空白間隙讯号控制电子束重新瞄准画面左上角，而垂直扫描率即是指每一秒钟内电子束重新瞄准的次数。

### 液晶显示器
液晶显示器工作原理不同于阴极射线管：只要供电不中断，液晶显示器上像素点状态就会保持不变，图像也不会自动变暗，不需要持续更新画面以维持显示；无论更新率为何值，液晶显示器都不会由于自身原因而闪烁。